# 因伍德 (密西西比州)
因伍德（英語：Inwood）是位於美國密西西比州森弗勞爾縣的鬼鎮。

## 地理
因伍德所處的海拔為高於海平面40米（即131英呎），而該地所採用的時區為UTC-6，即北美中部時區（CST）。同時該地設有夏令時間，為UTC-6調快一小時，即UTC-5（CDT）。